# مرورگر بولت
مرورگر بولت (به انگلیسی: Bolt Browser) یک مرورگر وب برای تلفن‌های همراهی طراحی شده‌است که قابلیت اجرای سکوی جاوا، نسخه میکرو را دارد. مرورگر بولت به صورت رایگان به مصرف کنندگان و به همراه اجازه نامه به اپراتورهای شبکه تلفن همراه و تولید کنندگان گوشی ارائه شده‌است. بولت توسط شرکت بیت‌استریم تولید شده، این شرکت قبلاً تاندرهاوک را برای اپراتورهای شبکه تلفن همراه و تولید کنندگان گوشی تولید می‌کرد.
BOLT Browser یک مرورگر موبایلی بود که توسط شرکت Bitstream Inc. توسعه داده شد و از فناوری ThunderHawk استفاده می‌کرد. این مرورگر در ژانویهٔ ۲۰۰۹ به‌صورت بتای خصوصی معرفی شد و در فوریهٔ همان سال (در کنگره جهانی موبایل بارسلونا) بتای عمومی‌اش عرضه گردید. پشتیبانی محدودی از Java ME (MIDP 2 و CLDC 1.0+) داشت، نسخه‌های ویژه برای BlackBerry عرضه کرد و امکان اجرا روی دستگاه‌های Windows Mobile و Palm را با میان‌افزار Java فراهم می‌کرد. همچنین موتور رندر WebKit آن اجازه می‌داد صفحات وب را شبیه مرورگرهای دسکتاپ نمایش دهد. اما باید اضافه کرد که سرویس پروکسی BOLT در دسامبر ۲۰۱۱ قطع شد و مرورگر از آن پس غیرقابل استفاده و منسوخ است؛ به همین خاطر به روزترین سیستم‌عامل‌ها مانند ویندوز ۱۰ یا ویندوز ۱۱ هیچ پشتیبانی رسمی‌ای ندارند.  
بولت همچنین دارای یک نسخه مخصوص برای گوشی‌ هوشمند بلک‌بری است و با دستگاه‌های مبتنی بر ویندوز موبایل و سیستم‌عامل پالم که دارای میدلت یا شبیه‌ساز جاوا هستند نیز کار می‌کند. بولت با استفاده از موتور چیدمان وب‌کیت ساخته شده است تا بتواند صفحات وب را همانند مرورگرهای دسکتاپ نمایش دهد. 